# Castell de Canossa
El Castell de Canossa va ser construït a la primera meitat del segle x per Adalberto Atto, fill de Sigifred de Lucca.
Quan Adelaida d'Itàlia, la filla, nora, i vídua respectiva dels tres últims reis d'Itàlia va ser durament pressionada per un noble local, Berenguer d'Ivrea, que es declarava rei d'Itàlia, va provar de legitimar el seu regnat forçant Adelaida a casar-se amb el seu fill Adalbert, va anar a Canossa. Des de la rocca de Canossa va demanar ajuda als alemanys. Canossa va ser heretada per Matilde de Canossa, el principal suport italià de Gregori VII, el 1052. Matilde va morir el 1115 a Mantua.
La fortalesa va ser destruïda el 1256. Enfilat espectacularment sobre els penya-segats blancs dels Apenins, avui és una ruïna abandonada. A causa de la seva importància històrica cada any més de 30.000 turistes el visiten, especialment procedents d'Alemanya.
L'església de San Apollonio  dintre les muralles, contemporani del castell, també va ser destruït. Només es van salvar les restes de la pica baptismal, conservades al museu nacional Naborre Campanini.